# Hirieo
En la mitología griega, Hirieo (en griego Ὑριεύς) es un hijo de Alcíone y Poseidón. De Hirieo y la ninfa Clonia nacieron Nicteo y Lico, corregentes de Tebas. Sin embargo otros dicen que el padre de ambos fue Ctonio, uno de los Espartos. A Hirieo también se le atribuye un tercer hijo, Crínaco. También se dice que fue el rey epónimo de la ciudad beocia de Hiria, donde habitaba; el mismo lugar en donde nació Orión. No obstante algunas fuentes lo ubican en Tracia o Quíos.
Algunos autores latinos, en especial Ovidio y Nono, lo imaginaron como un campesino ordinario. A Hirieo también se le atribuye la paternidad de Orión. Se dice que Júpiter, Neptuno y Mercurio se presentaron como invitados ante el rey Hirieo. Como fueron recibidos hospitalariamente por él, los tres dioses le prometieron cumplir lo que el rey pidiese. Hirieo pidió tener un hijo. Mercurio asió la piel de un toro el cual había sido sacrificado por Hirieo en honor a los dioses presentes; entonces orinaron en la piel y la colocaron en la tierra, y de ella nació entonces Orión.
En su Descripción de Grecia, Pausanias alude a un tesoro erigido en 
Orcómeno, llamado precisamente tesoro de Hirieo, cuya construcción atribuye a Trofonio y Agamedes, edificio del que narra una leyenda.